# The Orb
The Orb é uma banda de música eletrônica inglesa conhecido por popularizar chillout na década de 1990 e por participar da criação do ambient house. Fundada em 1988 por Alex Paterson e Jimmy Cauty, membro do KLF, o The Orb começaram como DJs de ambient e dub em Londres. Suas primeiras apresentações foram inspiradas por artistas de ambient music eletrônica dos anos 1970 e 1980, mais notadamente Brian Eno e Kraftwerk.
Em 2010, foi anunciado o lançamento do álbum Metallic Spheres com a colaboração do ex-guitarrista do Pink Floyd, David Gilmour. O trabalho trará músicas inacabadas de Gilmour remixadas pelo The Orb em um novo formato de áudio tridimensional.

## Discografia

### Álbuns de estúdio
- 1991: The Orb's Adventures Beyond The Ultraworld (Big Life) (UK Albums Chart #29)
- 1992: U.F.Orb (Big Life) (UK #1)
- 1995: Orbus Terrarum (Island Records) (UK #20)
- 1997: Orblivion (Island Records) (UK #19, Billboard 200 #174)
- 2001: Cydonia (Island Records) (UK #83)
- 2004: Bicycles & Tricycles (Cooking Vinyl, Sanctuary Records) (UK #107, Billboard Top Electronic Albums #22)
- 2005: Okie Dokie It's the Orb on Kompakt (Kompakt)
- 2007: The Dream (Traffic Inc., Liquid Sound Design, Six Degrees) (UK #175)
- 2009: Baghdad Batteries (Malicious Damage)
- 2010: Metallic Spheres
- 2012: The Orbserver in the Star House
- 2013: More Tales from the Orbservatory
- 2015: Moonbuilding 2703 AD
- 2016: COW / Chill Out, World!
- 2018: No Sounds Are Out of Bounds
- 2020: Abolition of the Royal Familia
- 2023: Prism